# Joyce
För andra betydelser, se Joyce (olika betydelser).

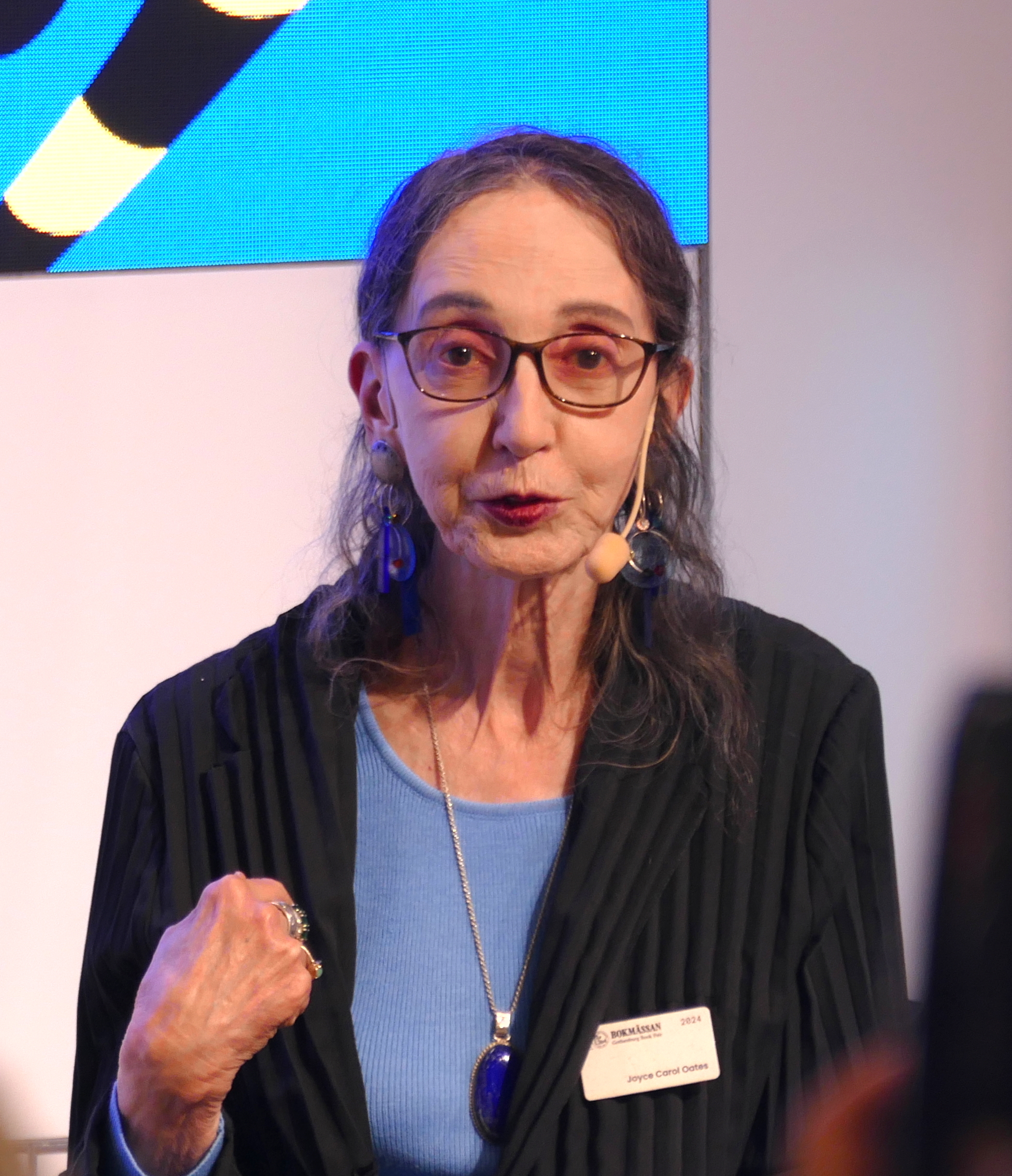
Joyce Carol Oates, 2024.

Joyce är ett namn som används som efternamn och som förnamn för både män och kvinnor. Namnet kommer av latin och betyder tur eller lycka. Namnet används sedan medeltiden.

## Personer med förnamnet Joyce

### Kvinnor
- Joyce, brasiliansk sångerska
- Joyce Carol Oates, amerikansk författare

### Män
- Joyce Cary (1888–1957), brittisk författare

## Personer med efternamnet Joyce
- Archibald Joyce
- Brenda Joyce, flera personer
  - Brenda Joyce (författare)
  - Brenda Joyce (skådespelare)
- Daniel Joyce
- Dick Joyce
- James Joyce, irländsk författare
- Kara Lynn Joyce
- Kevin Joyce
- Mike Joyce
- Ola Joyce
- Rachel Joyce
- Rebecca Joyce
- William Joyce